# Umeå IK Konståkning
Umeå IK Konståkning är en sektion inom Umeå IK och grundades i mars 1940. Klubben har cirka 30 tävlingsåkare i ett antal olika tävlingsklasser.
Umeå IK Konståkning arrangerar varje år tävlingarna Björkcupen och Björkskottet samt en avslutande vårshow under mars/april. Sektionen bedriver även skridskoskola och konståkningsskoleverksamhet.